# 川崎火锅
川崎是一个中国火锅调料（底料、蘸料）品牌，在2000年代初期甚为出名，市场估值一度超过一亿人民币。其创始人张枕是第一批下海经商的大学教师，而川崎品牌也是上海第0001号私企。在2011年，由于张枕受中盐聘用研究低钠盐，品牌移交给其前妻陈培华管理，董事身份也被替换。同年，新川崎公司建立。由于不满不知情被替换董事身份，张枕与陈培华于2013年诉讼离婚。后来，川崎下属包装知识产权等资产被转移到新川崎名下。截至2018年，张枕身负千万川崎公司名下的债务，且自称对借贷一事不知情。